# Anna Artobolévskaia
Anna Danílovna Artobolévskaia, rus: Анна Даниловна Артоболевская (Kíiv, 4 d'octubre de 1905 – Moscou, 2 de maig de 1988) fou una pianista soviètica ucraïnesa, professora a Conservatori Txaikovski de Moscou, un professora de música de Moscou de l'Escola Central, i professora emèrita de la Federació Soviètica de Rússia República Socialista Russa. Va ser una de les personalitats destacades de l'escola de piano Soviètica.
Es va graduar al Conservatori de Kíev el 1924 (classe de Vladímir Pukhalski i la de Leningrad a la dècada de 1930 (classe de Maria Iúdina). A continuació, fou professora de piano a les escoles de música de Leningrad i realitza concerts en solitari. De 1944 a 1953, va ensenyar al Conservatori Superior de Música de la Facultat Militar (actual Conservatori Militar) i a l'Escola de Música Gnessin.
Poden ser contats entre els seus alumnes Aleksei Liubímov, Aleksei Nassedkin, Iuri Rozum, el compositor Serguei Slonimski, Roza Tamàrkina. És coneguda pel seu treball en la pedagogia del piano.